# Cratere Boyle
Boyle è un cratere lunare di 57,13 km situato nella parte sud-occidentale della faccia nascosta della Luna.
Il cratere è dedicato al chimico irlandese Robert Boyle.

## Crateri correlati
Alcuni crateri minori situati in prossimità di Boyle sono convenzionalmente identificati, sulle mappe lunari, attraverso una lettera associata al nome.
| Boyle | Coordinate             | Diametro (in km) |
| ----- | ---------------------- | ---------------- |
| A     | 50°59′24″S 178°08′24″E | 24,35            |
| Z     | 51°29′24″S 177°40′12″E | 47,31            |